# Ким Уџин
Ким Уџин (кореј. 김우진; 20. јун 1992) је стреличар из Јужне Кореје. На летњим олимпијским играма 2016. године у Рио де Жанеиру освојио је златну тимску медаљу заједно са колегама из репрезентације. На Светским првенствима освојио је четири златне медаље, две појединачне и две у тимском такмичењу.